# فرودگاه ویتربو، رم
فرودگاه ویتربو، رم  (به انگلیسی: Rome Viterbo Airport) (به زبان بومی: Tommaso Fabbri) یک فرودگاه نظامی و غیرنظامی با کد یاتا (VTR Proposed) است که یک باند فرود آسفالت دارد و طول باند آن ۱۳۰۰ متر است. این فرودگاه در شهر ویتربو کشور ایتالیا قرار دارد و در ارتفاع ۳۰۳ متری از سطح دریا واقع شده است.